# Гай Афраний Стеллион
Гай Афра́ний Стеллио́н (лат. Gaius Afranius Stellio; умер после 183 года до н. э.) — римский государственный и политический деятель из плебейского рода Афраниев, претор 185 года до н. э.

## Происхождение
Гай Афраний принадлежал к незнатному плебейскому роду; именно Гай первым из Афраниев достиг высших должностей. Неизвестно, однако, какие преномены носили его отец и дед. 
Когномен «Стеллион» (Stellio), по-видимому, является эллинизмом и переводится с греческого как «хитрец, пройдоха».

## Биография
По разным версиям, в 197 или 196 году до н. э. Гай Афраний занимал должность народного трибуна. Совместно с коллегой Гаем Атинием он отклонил требования консулов, Гая Корнелия Цетега и Квинта Минуция Руфа, о совместном триумфе ввиду неравенства их заслуг перед государством. В результате Цетег получил триумф в Риме, а Минуций — менее почётный, на Альбанской горе.
В 185 году до н. э. Стеллион был претором. Спустя несколько лет, в 183 до н. э., Афраний вместе с действующим консулом Квинтом Фабием Лабеоном и отцом братьев Гракхов входил в комиссию триумвиров для выведения колонии римских граждан в Сатурнию.